# Manuel Nau
Manuel Nau (ur. 2 lipca 1977) – niemiecki lekkoatleta specjalizujący się w rzucie oszczepem.
W 1999 uplasował się tuż za podium, zajmując czwarte miejsce, na młodzieżowych mistrzostwach Europy. Medalista mistrzostw Niemiec oraz reprezentant kraju w zimowym pucharze Europy w rzutach lekkoatletycznych. 
Rekord życiowy: 83,04 (27 maja 2000, Halle). 

## Osiągnięcia
| Rok  | Impreza                        | Miejsce       | Lokata      | Wynik |
| ---- | ------------------------------ | ------------- | ----------- | ----- |
| 1999 | Młodzieżowe mistrzostwa Europy | Göteborg      | 4. miejsce  | 76,12 |
| 2004 | Zimowy puchar Europy w rzutach | Marsa         | 12. miejsce | 73,24 |
| 2005 | Zimowy puchar Europy w rzutach | Mersin        | 3. miejsce  | 76,76 |
| 2006 | Zimowy puchar Europy w rzutach | Tel Awiw-Jafa | 9. miejsce  | 73,58 |
| 2009 | Zimowy puchar Europy w rzutach | Teneryfa      | 7. miejsce  | 73,00 |
| 2010 | Mistrzostwa Europy policji     | Donieck       | 1. miejsce  | 75,75 |